# Грант-Таун (Західна Вірджинія)
Грант-Таун (англ. Grant Town) — місто (англ. town) в США, в окрузі Меріон штату Західна Вірджинія. Населення — 685 осіб (2020).

## Географія
Грант-Таун розташований за координатами 39°33′39″ пн. ш. 80°10′40″ зх. д. / 39.56083° пн. ш. 80.17778° зх. д. (39.560943, -80.177824).  За даними Бюро перепису населення США в 2010 році місто мало площу 1,40 км², з яких 1,36 км² — суходіл та 0,04 км² — водойми.

## Демографія
Згідно з переписом 2010 року, у місті мешкало 613 осіб у 260 домогосподарствах у складі 171 родини. Густота населення становила 436 осіб/км².  Було 305 помешкань (217/км²).
Расовий склад населення:
| - 91,0 % — білих - 7,3 % — чорних або афроамериканців - 0,2 % — корінних американців |

До двох чи більше рас належало 1,5 %. Частка іспаномовних становила 0,5 % від усіх жителів.
За віковим діапазоном населення розподілялося таким чином: 19,4 % — особи молодші 18 років, 63,8 % — особи у віці 18—64 років, 16,8 % — особи у віці 65 років та старші. Медіана віку мешканця становила 41,8 року. На 100 осіб жіночої статі у місті припадало 91,6 чоловіків;  на 100 жінок у віці від 18 років та старших — 85,7 чоловіків також старших 18 років.
Середній дохід на одне домашнє господарство  становив 45 074 долари США (медіана — 33 750), а середній дохід на одну сім'ю — 59 078 доларів (медіана — 50 250). Медіана доходів становила 47 188 доларів для чоловіків та 36 042 долари для жінок. За межею бідності перебувало 22,5 % осіб, у тому числі 40,4 % дітей у віці до 18 років та 11,5 % осіб у віці 65 років та старших.
Цивільне працевлаштоване населення становило 213 особи. Основні галузі зайнятості: освіта, охорона здоров'я та соціальна допомога — 28,6 %, сільське господарство, лісництво, риболовля — 19,7 %, публічна адміністрація — 9,9 %, транспорт — 8,5 %.